# Panathlon
Le Panathlon International (PI) est une association sportive, sans but lucratif. Son nom est tiré du grec (tout sport).
La devise est en latin « Ludis Iungit » ou en français « Unis par et pour le sport ».

## Historique
Le Panathlon est fondé à Venise en Italie le 12 juin 1951. En 1953, plusieurs clubs forment le Panathlon italien et le Panathlon International (PI) est créé en 1960. Le siège est en Italie, à Rapallo, dans la province de Gênes.